# Sedam (1995.)
Sedam (eng. Seven) je kriminalistički triler Davida Finchera iz 1995. snimljen prema scenariju Andrewa Kevina Walkera. 
Priča prati dvojicu detektiva, jednog koji se sprema u mirovinu (Morgan Freeman) i jednog od njegovih zamjena (Brad Pitt), koji zajednički istražuju seriju ritualnih ubojstava inspriranih sa Sedam smrtnih grijeha.

## Radnja
U nepoznatom gradu stalne kiše i urbane truleži, detektiv William Somerset se sprema za mirovinu i napuštanje užasa grada. Prije nego što se to dogodi, dodjeljuju mu partnera Davida Millsa, drskog, mladog i temperamentnog policajca iz provincije. Dvojac istražuje ubojstvo pretilog muškarca koji je nahranjen špagetima dok mu se trbuh nije rasprsnuo od udarca. Somerset istražuje ubojstvo dok je Millsu dodijeljen slučaj ubojstva javnog branitelja Elija Goulda u čijem je uredu na zidu krvlju ispisano "POHLEPA". Ubrzo nakon toga, Somerset pronalazi natpis "PROŽDRLJIVOST" napisan iza hladnjaka pretilog čovjeka, nakon čega počinje teoretizirati kako serijski ubojica temelji svoje zločine na Sedam smrtnih grijeha, što znači da ih je ostalo još pet.
Kako bi sprijateljila Millsa i Somerseta, Millsova žena, Tracy (Gwyneth Paltrow) poziva Somerseta na večeru. Nakon što je Tracy otišla u krevet, Mills i Somerset počnu pregledavati dokaze s dva poprišta zločina. Pronalaze sliku Gouldove žene s nacrtanom krvlju oko očiju. Detektivi posjećuju smućenu gospođu Gould u sigurnoj kući i pokažu joj fotografiju apstraktne slike. Ona primjećuje kako je okrenuta naopako. Nanoseći prah na zid iza slike, Somerset pronalazi otiske prstiju koji označavaju riječi "Pomozite mi."
Nakon što su pregledali otiske u bazi podataka, trag ih dan poslije odvodi do pedofila zvanog Victor koji je izbjegao osudu za silovanje zahvaljujući svojem odvjetniku: Eliju Gouldu, žrtvi pohlepe. Specijalci i detektivi upadaju u njegov stan i pronalaze Victora kao žrtvu LIJENOSTI. Zavezan je za krevet točno godinu dana o čemu svjedoče fotografije u stanu; jedna uslikana svaki dan do dana kad je pronađen. Victor je živ, ali u katastrofalnom stanju jer je pretrpio teška fizička i mentalna pogoršanja. Ruka mu je odsječena kako bi se mogli ostaviti otisci.
Te večeri, Tracy nazove Somerseta i zatraži ga da se sastane s njom. Sljedećeg jutra, Somerset se sastaje s Tracy u restoranu gdje mu ona kaže kako se osjeća jadno u "gradu". Na Somersetovo inzistiranje, Tracy mu otkriva istinu zašto je se zapravo htjela sastati s njim: trudna je i boji se odgajati dijete ondje gdje sada žive te se boji to reći Davidu.
Kasnije tog dana, koristeći se kontaktom u FBI-ju, Somerset iz knjižnice dobiva popis ljudi koji su posuđivali knjige povezane sa Sedam smrtnih grijeha. Popis vodi detektive do čovjeka zvanog John Doe (Nepoznati Netko), čiji stan ubrzo posjećuju. Doe ih, skrivena lica, ugleda pri dolasku kući i izvuče pištolj. Nakon duge potjere, Doe udari Millsa metalnom šipkom, prinese mu pištolj na glavu, ali mu poštedi život i odjednom pobjegne. Pri pregledu Doeva stana (nakon što su potplatili stanara da ustvrdi kako je zvao detektive zbog Doea) pronalaze bilježnice s njegovim mislima, zločinačke trofeje i sliku Millsa kako odguruje Doea koji se tada prerušio u fotografa. Pronalaze i fotografiju mlade žene, prostitutke, za koju vjeruju da bi mogla biti sljedeća žrtva. Potvrda ih odvodi do sadomazohističkog shopa gdje je Doe ostavio narudžbu za seksualnu spravu. Djevojku ubrzo pronalaze u sobi s vratima na kojima piše POHOTA. U sobi pronalaze i uzdrmanog čovjeka kojeg je Doe prisilio da stavi dildo za privezivanje s pričvršćenom oštricom te siluje i ubije djevojku.
Sljedećeg jutra pronalaze model, a na mjestu zločina pronalaze natpis OHOLOST. Doe joj je odrezao nos ("kako bi joj pljunuo u lice") i dao joj izbor između samoubojstva tabletama za spavanje ili poziva u pomoć i života u strahu. Dok se detektivi vraćaju u policijsku centralu, Doe im prilazi krvavih ruku (otklonio je kožu s prstiju kako bi izbjegao identifikaciju) i predaje se. Sastaje se s odvjetnikom i pristane da će priznati ubojstva ako odvede Somerseta i Millsa do dva preostala tijela. Tražeći priznanje, detektivi pristaju.
Dok putuju gradskom pustinjskom periferijom, Doe objašnjava logiku svojih ubojstava kao način da pokaže ljudima što svijet zapravo jest, a u isto vrijeme da kazni grešne. Kaže da će ostati upamćen i da će mu se diviti za ono što je napravio. Mills poludi i počne vikati na njega, dok Somerset ostaje miran, ali zabrinut.
Došavši na mjesto za koje im je Doe rekao, pojavljuje se kombi i Somerset ga zaustavlja. Vozač ustvrdi kako mu je Doe platio 500 dolara da dostavi kutiju na to mjesto u to vrijeme. Somerset otvori kutiju i odstupi zbog užasa koji je vidio. Počne dovikivati Millsu da ne sluša Doea, a Doe prizna Millsu da se divio njegovu životu do te točke da je postao ljubomoran zbog njegove žene i ljubavi koju su dijelili. Kaže mu da je pokušao "glumiti muža" s Tracy tog dana, ali nije mu uspjelo pa je uzeo suvenir: "njezinu lijepu glavicu". Bio je to Doeov plan da ga Mills ubije jer je kriv zbog ZAVISTI. Otkriva Millsu da je Tracy bila trudna. Mills, usprkos Somersetovim preklinjanjima, ostaje previše šokiran ženinom smrću i saznanjem da je bila trudna te isprazni svoj pištolj u Doea. Mills, ubivši Doea u osveti, počini grijeh SRDŽBE.
Nakon što su katatoničnog Millsa odveli, Somerset izjavljuje da će ostati u policiji, odgodivši mirovinu.

## Glumci
- Morgan Freeman kao detektiv poručnik William Somerset
- Brad Pitt kao detektiv David Mills
- Gwyneth Paltrow kao Tracy Mills
- Kevin Spacey kao John Doe
- R. Lee Ermey kao policijski kapetan
- John C. McGinley kao California
- Julie Araskog kao gđa. Gould

## Produkcija
U intervjuu za časopis Cinefantastique, Andrew Kevin Walker je izjavio da je primarna inspiracija za scenarij filma bilo vrijeme koje je proveo u New Yorku dok se probijao kao scenarist. "Nisam se dobro proveo u New Yorku, ali je istina i to da nisam živio ondje vjerojatno ne bih napisao Sedam."
Napučene gradske ulice uz depresivnu kišu za koju se čini kako pada bez prestanka bili su integralni elementi filma jer je Fincher htio prikazati grad koji je "prljav, nasilan, onečišćen, često depresivan. Vizualno i stilistički, to je način na koji smo htjeli prikazati ovaj svijet. Sve je trebalo biti što autentičnije i sirovije."
Fincher se obratio produkcijskom dizajneru Arthuru Maxu da osmisli turobni svijet koji često na jezovit način zrcali svoje stanovnike. "Stvorili smo ugođaj koji reflektira moralnu dekadenciju ljudi u njemu", kaže Max. "Sve se raspada i ništa ne funkcionira kako bi trebalo."

### Alternativni završeci
U ranoj verziji scenarija završetak je bio potpuno drukčiji u kojem se Doe ne predaje i ne ubija Tracy. Umjesto toga, zbiva se konačni obračun između Doea, Millsa i Somerseta. Doe ubija Millsa, a bijesni Somerset uzvrati iz čina srdžbe brutalno se osvetivši Doeu. Somerset upuca Doea, ali ne da ga ubije nego da izazove maksimalnu bol, pogodivši ga u svaku ruku i svaku nogu. Dok se Doe previja u bolovima, Somerset ga zapali i pušta ga da živ izgori.
U ovoj verziji scenarija završetak sugerira da se Somerset ipak neće umiroviti. Umjesto toga, novopečena udovica Tracy se odseli kako bi rodila i pokuša pronaći život kakav je Somerset zamišljao u mirovini. On simbolično prenosi na nju ono što je bila njegova vizija budućnosti. Ovaj završetak vjerojatno nije iskorišten jer ne odgovara liku Somerseta.
Na specijalnom DVD izdanju jasno se naznačuje kako su se razmatrali i drugačiji završeci. U nesnimljenom alternativnom završetku Somerset upuca Johna Doea u činu samožrtvovanja kako bi spasio Millsa. Nakon što Mills dovikne "Što to radiš?" Somerset odvraća, "Umirovljavam se."
Na DVD komentaru, Fincher kaže kako je razmatrao konačni obračun između Doea, Millsa i Somerseta, a film bi završio nakon što Mills upuca Doea - posljednji kadrovi bili bi scena zločina gledana iz helikoptera. Bez obzira na sve, na kraju je dodana scena u kojoj Millsa odvode, a Somerset nagovještava kako se još neće umiroviti.

## Kritike
Sedam je objavljen 22. rujna 1995. u 2,441 kinu gdje je u prvom vikendu zaradio 13,9 milijuna dolara. Na kraju je u Sjevernoj Americi zaradio 100,1 milijuna dolara te 227,1 milijuna u ostatku svijeta, odnosno ukupno 327,3 milijuna dolara.
Kritičari su u najvećem broju pozitivno reagirali na film. Gary Arnold iz Washington Timesa je hvalio glumce: "Glavni pogoci filma su opća pojava g. Freemana u ulozi zrelog, mudrog policajca i g. Pitt kao mladi, svojeglavi policajac. No, taj kontrast sam od sebe nije inspirativan i vjerodostojan. Ono što vas oduševljava je smjelost sporednih glumaca u pokušaju da pokažu nepotpune profile likova". Sheila Johnston je u svojoj recenziji za The Independent hvalila Freemanovu izvedbu: "film pripada Freemanu i njegovom tihom, pažljivo detaljiziranom portretu izmučenog starijeg čovjeka koji uči da se ne predaje bez borbe".

### Nagrade
New Line Cinema objavila je na Božić reizdanje filma u Westwoodu u Kaliforniji, te 29. prosinca 1996. u New Yorku u pokušaju da osigura nominacije za Oscara za Freemana, Pitta, Finchera i Walkera.
Walker je nominiran za BAFTA-u za najbolji originalni scenarij. Montažer Richard Francis-Bruce bio je nominiran za Oscar za najbolju montažu. Film je osvojio MTV-jevu filmsku nagradu za najbolji film.

### DVD
DVD izdanje filma sadrži četiri dokumentarca snimljena za tu priliku s glumcima i drugim članovima produkcije koji razgovaraju o svojim iskustvima tijekom snimanja filma. Na prvom disku se nalazi i scenarij s linkovima na film.

## Soundtrack
Glazba iz najavne špice je Coilov sample remiksa pjesme "Closer" Nine Inch Nailsa. Pjesma iz odjavne špice je pjesma Davida Bowieja "The Hearts Fifthy Lesson" s albuma Outside. Originalnu glazbu za film je skladao Howard Shore.
1. "In the Beginning" - The Statler Brothers
2. "Guilty" - Gravity Kills
3. "Trouble Man" - Marvin Gaye
4. "Speaking of Happiness" - Gloria Lynne
5. "Suite No. 3 in D Major", BWV 1068 "Air" - skladatelj Johann Sebastian Bach, u izvedbi Stuttgarter Kammerorche[ster] /dirigent Karl Münchinger
6. "Love Plus One" - Haircut 100
7. "I Cover the Waterfront" - Billie Holiday
8. "Now's the Time" - Charlie Parker
9. "Straight, No Chaser" - Thelonious Monk
10. "Portrait of John Doe" - Howard Shore
11. "Suite from Seven" - Howard Shore

## Vanjske poveznice
- Sedam u internetskoj bazi filmova IMDb-a
- Sedam na Rotten Tomatoes
- Sedam na Box Office Mojo